# Деканосидзе, Лаша
Лаша Деканосидзе (9 июля 1987, Тбилиси) — грузинский футболист, крайний защитник и полузащитник клуба «Мерани» (Мартвили).

## Биография
Воспитанник тбилисского «Динамо», первый тренер — Авто Кантария. В юношеские годы играл за тбилисские клубы в низших дивизионах, правами на него владело «Динамо».
В сентябре 2008 года перешёл в борисовский БАТЭ на правах свободного агента, был включён в заявку клуба на Лигу чемпионов. Однако сыграл за БАТЭ лишь один матч — 7 сентября 2008 года в Кубке Белоруссии против мостовского «Немана», кроме того провёл 9 матчей за дубль. В зимнее межсезонье 2008/09 покинул команду.
В первой половине 2009 года Деканосидзе играл за дубль тбилисского «Динамо». Перед началом сезона 2009/10 перешёл в «Спартак-Цхинвали», в его составе дебютировал в чемпионате Грузии 16 августа 2009 года в матче против тбилисского «Динамо».
Летом 2010 года Деканосидзе вернулся в Белоруссию, в жодинское «Торпедо», но снова не имел достаточно игровой практики. Он сыграл лишь 2 матча за клуб — 18 июля 2010 в Кубке Белоруссии против «Слонима» и 25 июля в чемпионате страны против минского «Партизана».
В феврале 2011 года был на просмотре в «Витебске». О дальнейших выступлениях футболиста в 2011—2012 годах нет сведений. В 2013 году играл за аутсайдера третьего дивизиона Финляндии «ОРПа» из Оулу.
В начале 2014 года Деканосидзе вернулся в Грузию и присоединился к клубу «Мерани» (Мартвили), в сезоне 2013/14 провёл 7 матчей, а его команда вылетела из высшей лиги Грузии.